# 木里鼠尾草
木里鼠尾草（学名：Salvia handelii）为唇形科鼠尾草属的植物，为中国的特有植物。分布于中国大陆的四川等地，生长于海拔3,800米至3,950米的地区，多生于石灰岩草坡或林中，目前已由人工引种栽培。